# James Albertus Tawney
James Albertus Tawney (* 3. Januar 1855 bei Gettysburg, Pennsylvania; † 12. Juni 1919 in Excelsior Springs, Missouri) war ein US-amerikanischer Politiker. Zwischen 1893 und 1911 vertrat er den Bundesstaat Minnesota im US-Repräsentantenhaus.

## Werdegang
James Tawney wurde bei seinem Vater als Schmied ausgebildet und arbeitete danach als Maschinist. Im August 1877 zog er nach Winona in Minnesota. Dort arbeitete er bis Januar 1881 in seinen erlernten Berufen. Nach einem anschließenden Jurastudium an der University of Wisconsin–Madison und seiner im Jahr 1882 erfolgten Zulassung als Rechtsanwalt begann er in Winona in seinem neuen Beruf zu arbeiten.
Gleichzeitig begann Tawney als Mitglied der Republikanischen Partei eine politische Laufbahn. Im Jahr 1890 wurde er in den Senat von Minnesota gewählt. Bei den Kongresswahlen des Jahres 1892 wurde er im ersten Wahlbezirk von Minnesota in das US-Repräsentantenhaus in Washington, D.C. gewählt, wo er am 4. März 1893 die Nachfolge des Demokraten William H. Harries antrat. Nach acht Wiederwahlen konnte er bis zum 3. März 1911 neun zusammenhängende Legislaturperioden im Kongress absolvieren. Zwischen 1897 und 1905 fungierte er als Whip der republikanischen Mehrheitsfraktion; von 1905 bis 1911 war er Vorsitzender des Haushaltsausschusses. Während seiner Zeit im Kongress fand der Spanisch-Amerikanische Krieg von 1898 statt. Damals kamen die Philippinen und Hawaiʻi unter amerikanische Verwaltung.
Im Jahr 1910 verfehlte James Tawney die Nominierung seiner Partei für eine weitere Amtszeit im US-Repräsentantenhaus. Von 1911 bis zu seinem Tod war er Mitglied einer kanadisch-amerikanischen Kommission, die sich mit Grenzfragen zwischen den beiden Staaten befasste; bis 1914 war er innerhalb dieser Kommission Leiter der amerikanischen Delegation. Tawney starb am 12. Juni 1919 in Missouri und wurde in Winona beigesetzt.